# Necromantis
A Necromantis a denevérek kihalt nemzetsége, amely az eocén korban élt. Fosszíliái a franciaországi Quercy Phosphorites Formation Franciaországban és a tunéziai Djebel Chambiben találhatóak. A Necromantis példányai nevezetesek nagy méretükről és a ragadozó életmódra való áttérésükről.

## Története
A N. adichaster tipusfajt először A. Weithofer írta le 1887-ben a Quercy Phosphorites Formáció eocén lerakódásaiból származó töredékes fosszíliák alapján. Weithofer nem jelölt ki holotípust, egyszerűen egy alsó állkapcsot írt le.
Ezt az anyagot később Pierre Revilliod írta le részletesebben 1920-ban, és felajánlotta a holotípusnak a QW627 számot. Leírt további anyagokat, és öt fajba sorolta: N. adichaster, N. gerzei, N. marandati, N. planifrons és N. grandis.
Újabban E. Maitre írta le részletesebben a kövületeket. A N. grandis és a N. planifrons megkülönböztethetetlennek tartották az N. adichastertől, de az N. gerzei és az N. marandati eléggé elkülönülhetnek ahhoz, hogy megtarthassák státuszukat külön fajként.
Franciaországban számos határozatlan denevérkövület tartozhat a Necromantishoz. Jelenleg csak állkapcsok és koponyák ismertek.
Újabban Necromantis fragmentatumot találtak a tunéziai Djebel Chambi késő-eocén lelőhelyein. Ez az észak-afrikai faj több izolált fogról ismert.

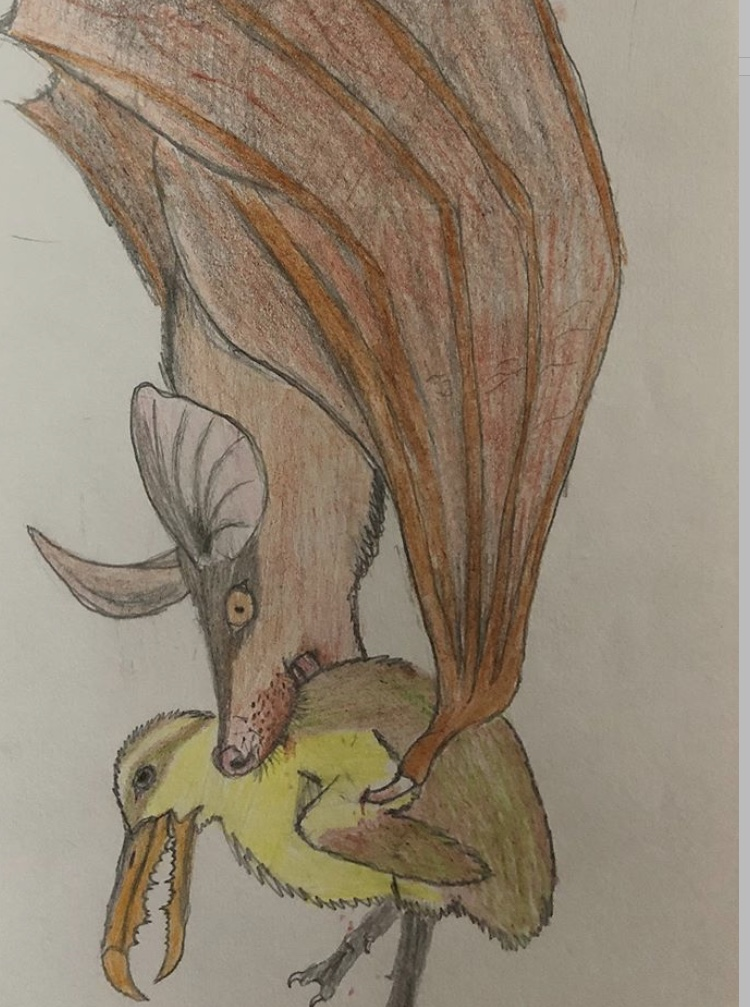
Művészi rekonstrukció egy Necromantis adichasterről, amely egy Gigantornist zsákmányol

A Necromantis adichaster koponya hossza körülbelül 32 mm és becsült súlya 47 g, így a Quercy Formáció egyik legnagyobb denevére.
Amint azt a legtöbb kutató megjegyezte, a Necromantis egyedülálló a kihalt és megmaradt denevérek között, állkapcsa és koponyája puszta szilárdsága miatt. Állkapcsa meglehetősen rövid és széles, arányosan nagy fogakkal. Az állcsont mély és vastag, és mély üregeket tartalmaz. A széles járomcsont és a magas elhelyezkedésű condylus, azt sugallja, hogy a Necromantisnak nagy, jól fejlett rágóizmai voltak. Maguk a fogak erőteljesen egybeesnek a ragadozó emlősök fogaival.

## Biológia
Erőteljes állkapcsa és a speciális fogazata együttesen határozottan arra utal, hogy a Necromantis húsevő volt, elsősorban más gerincesekkel táplálkozott. A nyírófogak és az erős törések azt sugallják, hogy a hús és csont őrlésére és zúzására specializáltabb volt, mint más denevérfajoknál. A fogazat felülete azt sugallja, hogy a harapás ereje sokkal fontosabb volt, mint az állkapocs nyitási szöge, ellentétben a mai ragadozó denevérekkel.
Nagy szemei és kitágult sziklacsontjai miatt a Necromantis vadászhatott, mint a modern megadermatidák és filosztomidák, az alacsony frekvenciájú echolokációra és a passzív hallgatásra támaszkodva. Az ilyen denevérek a vízpartról megvizsgálják a környezetüket, vizuálisan és hanggal megkeresik a zsákmányt, mint a madarak és az emlősök, és csapdába kerülnek, és a fej hátsó részébe harapva megölik.
Jelenleg a Necromantis incertae sedisként szerepel. Weithofer eredetileg megadermatidnak, Riviliod pedig később filosztomidáknak minősítette, de a két kládhoz való hasonlóságot végül meggyőzőnek tekintették, és valószínűleg a konvergens evolúcióból származnak. A közelmúltban javaslatot tettek az emballonuridikus denevérekkel való kapcsolatra, esetleg bazális tagként, amely e klád korai eocén sugárzásából származik, de jelenleg ez sem meggyőző. Újabban a Rhinolophoideába sorolják.
A Necromantis a Quercy Formation lelőhelyein fordult elő, amelyek becslések szerint a középső és a késő eocén között, 44-36 millió évvel ezelőtt voltak. A régió éghajlata trópusi volt, sűrű esőerdők jellemezték. A modern egyenlítői erdőkhöz hasonlóan a Quercy Formation a denevérfajok hatalmas változatosságát hordozta.
Bár a régió teljes sokszínűségét hiányosnak tartják, vannak képviselői a még meglévő Vespertilionidae, Molossidae, Hipposideridae és Emballonuridae (az előbbi három még ma is előfordul Európában), valamint a mára már kihalt Palaeochiropterygidae és Mixopterygidae.

## Fordítás
Ez a szócikk részben vagy egészben  a   Necromantis című angol Wikipédia-szócikk ezen változatának fordításán alapul.  Az eredeti cikk szerkesztőit annak laptörténete sorolja fel. Ez a jelzés csupán a megfogalmazás eredetét és a szerzői jogokat jelzi, nem szolgál a cikkben szereplő információk forrásmegjelöléseként.